# Christian Beetz (Regisseur)

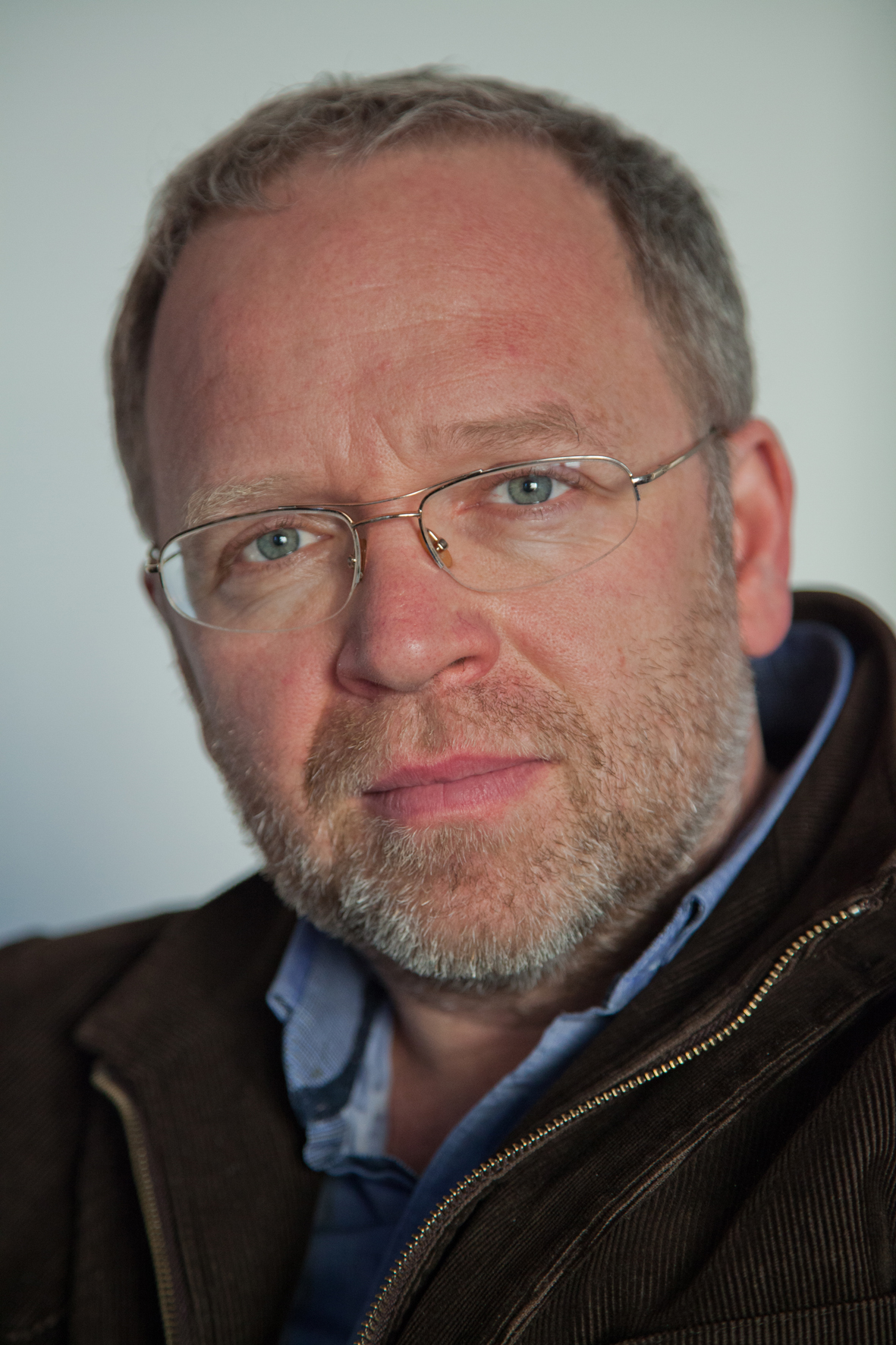
Christian Beetz (2013)

Christian Beetz (* 24. Juli 1968 in Flawil) ist ein deutscher Filmproduzent, Regisseur, Dozent, mehrfacher Grimme-Preisträger und Geschäftsführer der gebrueder beetz filmproduktion.

## Leben
Christian Beetz studierte Kulturwissenschaften, Philosophie und Theaterwissenschaften in Berlin. Zusammen mit seinem Bruder Reinhardt Beetz gründete er im Jahr 2000 die gebrueder beetz filmproduktion mit Standorten in Hamburg, Köln, Lüneburg und Berlin. Als Produzent und Regisseur realisierte er seither über 200 Kinodokumentarfilme, dokumentarische Serien, Dokumentationen, Drama-Docs und innovative crossmediale Formate für den internationalen Markt.
Viele seiner Produktionen erhielten renommierte Auszeichnungen – unter anderem fünfmal den Grimme-Preis (The Cleaners; Lebt wohl, Genossen!; Zwischen Wahnsinn und Kunst – Die Sammlung Prinzhorn; FC Barcelona), den Cinema for Peace Award (Blood in the Mobile), den Prix Europa (The Cleaners, FC Barcelona), den Deutschen Kurzfilmpreis (Die Akkordeonspielerin), den HotDocs Filmmaker Award und Special Jury Prize (Herbstgold; Gardenia – Bevor der letzte Vorhang fällt), dreimal den British Independent Award (Die Helden der Titanic) und den Special Jury Award der IDFA (Madiba – Das Vermächtnis des Nelson Mandela). 2013 war die Koproduktion Open Heart für den Oscar nominiert, und 2014 sowie 2016 erhielten die Kulturdokumentationen Wagnerwahn, sowie Gabriel García Márquez – Schreiben um zu leben eine Nominierung für den einen internationalen Emmy.
Auf dem Dokumentarfilm-Festival Sundance wurden mit Das Land der Erleuchteten, The Cleaners und GAZA seine Produktionen in drei aufeinander folgenden Jahren für den internationalen Wettbewerb ausgewählt.
Neben seiner Funktion als Produzent ist Beetz Herausgeber verschiedener Bücher, Dozent an der Filmakademie Baden-Württemberg, Media Consultant und Referent bei internationalen Dokumentarfilmfestivals und Kongressen.

## Auszeichnungen (Auswahl)
- FC Barcelona – Das Jahr der Entscheidung. S/D 2005. Prix Europa 2006, Grimme-Preis 2006
- Dancefloor Caballeros. D 2006. Bester Musikdokumentarfilm 2007
- Die Akkordeonspielerin. D 2006. Deutscher Kurzfilmpreis 2007, Kategorie Dokumentarfilm
- Die Sammlung Prinzhorn – Wahnsinnige Schönheit. D 2007. Grimme-Preis 2008 sowie Grimme-Publikumspreis 2008
- Der geheime Krieg in Laos. Kino-Dokumentarfilm D 2008. Nominiert als „Bester Politischer Film 2010“ (Banff)
- Die Näherinnen. Dokumentarfilm D 2010. Großer Dokumentarfilmpreis auf dem Sarajewo Film Festival
- Herbstgold. Kino-Dokumentarfilm D 2010. HotDoc Filmmakers Award 2010, San Francisco Publikumspreis 2010, IDFA Doc U Award 2010, Guangzhou China Grand Prize of the Jury
- Wadans Welt – Von der Würde der Arbeit. Dokumentarfilm D, 2010. Bester Dokumentarfilm auf dem DokFilmFestival München, Publikumspreis beim Filmfestival Schwerin, Deutscher Kamerapreis 2011
- Blood in the mobile / Blutige Handys. Kino-Dokumentarfilm DE/D 2010. Cinema for Peace for Justice Award 2011, Amnesty Filmpreis 2013
- Madiba – Das Vermächtnis des Nelson Mandela. Dokumentarfilm. Special Jury Award IDFA 2013, nominiert für den Grimme-Preis 2015
- Open Heart. Dokumentarfilm US/D. Oscar-Nominierung 2013
- Wagnerwahn. Dokumentarfilm – Dokumentations-Format Kulturakte D 2013, Bester Dokumentarfilm auf dem World Film Festival in Montreal 2013, nominiert für den Emmy 2014.
- Lebt wohl, Genossen!. TV-Serie D/F 2013, Grimme-Preis 2013
- 1989 – Poker am Todeszaun. Dokumentarfilm. Prix Italia Award 2015, Premios ONDAS Award 2015, nominiert für den Cinema for Peace Award 2015
- Falciani und der Bankenskandal. Dokumentarfilm, nominiert von der Deutschen Akademie für Fernsehen 2015 und für den Deutschen Wirtschaftsfilmpreis 2015
- Falcianis swissleaks. scroll-doku. Deutscher Wirtschaftsfilmpreis 2015, deutsch-französischer Journalistenpreis und Ernst-Schneider-Preis 2016; nominiert für den Nannen-Preis und Grimme-Online 2016
- Das Land der Erleuchteten. Dokumentarfilm. „Beste Bildgestaltung“ auf dem Sundance Film Festival, Phoenix Preis 2016 „Bester Dokumentarfilm“; nominiert beim europäischen Filmpreis EFA Dokumentarfilm 2016
- Mali Blues. Dokumentarfilm, „Bester Film“ beim Unerhört Filmfestival Hamburg 2016
- Make Love. TV-Format 2012–2017. Staffel 1–2 MDR/SWR und Staffel 3–5 ZDF. Nominiert für den Deutschen Fernsehpreis 2017 Kategorie Infotainment. Nominiert für Grimme-Online Award 2014 in der Kategorie „Wissen und Bildung“.
- Gabriel García Márquez – Schreiben um zu leben. Dokumentarfilm, nominiert bei den International Emmys 2016 in der Kategorie „Best Arts Programming“
- The Cleaners. Dokumentarfilm. Nominiert „Best international documentary“ Sundance Film Festival 2018. Prix Europe 2018 Bester Europäischer Dokumentarfilm, Bester Dokumentarfilm Internationales Filmfestival Moskau, Grimme Publikumspreis der Marler Gruppe 2019. Nominiert für den Emmy 2019 in der Kategorie „Annual News & Documentary“.GAZA. Nominiert „Best international documentary“ Sundance Film Festival 2019. „Best documentary“ beim Dublin International Film Festival.
- Das Forum – Rettet Davos die Welt? Eröffnungsfilm im Wettbewerb Int. Leipziger Festival für Dokumentarfilm, Deutscher Wirtschaftsfilmpreis 2020 "Bester Dokumentarfilm", Nominiert Rose d´dor 2020 "Best feature documentary".
- Rohwedder – Einigkeit und Freiheit und Mord / A Perfect Crime. „Best Documentary Series 2020“ beim Berlin Series Festival.

## Filmografie (Auswahl)
- Einstürzende Neubauten: Hör mit Schmerzen. D 2000
- Antonio Negri. Eine Revolte, die nicht endet. D 2004. ZDF/arte, Red.: Martin Pieper
- Die Flüsterer – eine Reise in die Welt der Dolmetscher. D 2005
- FC Barcelona – Das Jahr der Entscheidung. S/D 2005. ZDF/arte, Red.: Martin Pieper
- Fremde Liebe / Schwestern der langen Nacht. D 2005
- Dancefloor Caballeros. D 2006
- Die Akkordeonspielerin. D 2006
- Der Terrorist – Die Geschichte des Hans Joachim Klein. N/D 2006
- Die Sammlung Prinzhorn – Zwischen Wahnsinn und Kunst. D 2007
- Mein Leben: Blixa Bargeld. Dokumentarfilm D 2008. ZDF/arte, Red.: Martin Pieper
- Mein Leben: Daniel Richter. Dokumentarfilm D 2008. ZDF/arte, Red.: Martin Pieper
- Hotel Sahara. Kino-Dokumentarfilm D 2008
- Der geheime Krieg in Laos. Kino-Dokumentarfilm D 2008
- Mein Leben: Corinna Harfouch. Dokumentarfilm D 2009. ZDF/arte, Redaktion Martin Pieper
- Mein Leben mit Carlos. Dokumentarfilm, D/E/Ch 2009. ZDF/arte, Redaktion Martin Pieper
- Tabakmädchen. Dokumentarfilm, 2009
- Welcher Glaube für mein Kind. Dokumentarfilm D 2010
- Wadans Welt. Von der Würde der Arbeit. Kino-Dokumentarfilm D 2010. ZDF/arte, Redaktion Martin Pieper
- Mein Leben: Jürgen Böttcher. Dokumentarfilm, 2010
- Mein Herz der Finsternis. Kino-Dokumentarfilm 2010. ZDF/arte, Redaktion Martin Pieper
- Blutige Handys. Kino-Dokumentarfilm DE/D 2010
- Herbstgold. Kino-Dokumentarfilm D 2010
- Dorfliebe. Dokumentarfilm D, 2010
- Die Näherinnen. Dokumentarfilm D 2010
- Lebt wohl, Genossen! Interactive. web Format D/F 2011. ZDF/arte, Redaktion Martin Pieper
- Die Akte Kleist. Dokumentationsformat Kulturakte D 2011
- Empire Me. Kino-Dokumentarfilm D, 2011. Sender: ZDF/arte, Redaktion Martin Pieper
- Gesichter der Arktis. Dokumentarfilm IS, UK, D 2011
- Moderne Ruinen.  TV-Serie D 2011. Sender: ZDF/arte, Redaktion Martin Pieper
- Shackleton´s Captain, Dokumentarfilm NZ/D 2011
- Neuseeland von oben. TV-Serie D, NZ, 2012. ZDF/arte
- Open Heart. Dokumentarfilm US, D 2012
- Wochenendkrieger. Kino-Dokumentarfilm D 2012
- Mittsommernachtstango. Kino-Dokumentarfilm D 2012
- Lebt wohl, Genossen / Farewell Comrades / Adieu Camerades.  TV-Serie D/F 2012. ZDF/arte
- Wagnerwahn. Dokumentationsformat Kulturakte D 2013
- Die Akte Beethoven. Dokumentationsformat Kulturakte D 2013
- Die Akte Zarah Leander. Dokumentations-Format Kulturakte D 2013
- Die Akte Pasolini. Dokumentationsformat Kulturakte D 2013. ZDF/arte
- Apartment in Berlin. Dokumentarfilm D 2013
- Madiba – Das Vermächtnis des Nelson Mandela. Dokumentarfilm SA, D 2013. ZDF/arte
- Make Love. TV-Format 2012–2017. Staffel 1–2 MDR/SWR und Staffel 3–5 ZDF
- Die Yes Men  – Jetzt wird´s persönlich. Kino-Dokumentarfilm D, USA, DE, NL 2014. ZDF/arte
- Falciani und der Bankenskandal. Dokumentarfilm D, SP 2014
- 1989 – Poker am Todeszaun. Dokumentarfilm D 2014. ZDF/arte, Red.: Martin Pieper
- Gardenia – Bevor der letzte Vorhang fällt. Dokumentarfilm D 2014
- Digitale Dissidenten. Dokumentarfilm D 2014
- Berlin Stories – Die Bücher einer Stadt. Dokumentarfilm D 2014
- Das Land der Erleuchteten. Kino-Dokumentarfilm B, D, NL, IR 2015. ZDF/arte
- #kunstjagd. Dokumentarfilm D 2015. BR/ORF
- Die Akte Tschaikowsky – Bekenntnisse eines Komponisten. Dokumentarfilm D 2015. ZDF/arte
- #uploading_holocaust. Dokumentarfilm I, D 2016. Sender: Keshet/BR/ORF/RBB
- Mali Blues. Kino-Dokumentarfilm D 2016. ZDF/arte
- The Cleaners. Dokumentarfilm
- The Art of Museums. 8-teilige TV-Reihe Solomon R. Guggenheim Museum, Musée d’Orsay, Uffizien, Museo del Prado, Rijksmuseum, Alte Nationalgalerie, Munch-Museum Oslo, Kunsthistorisches Museum. D, AT 2018. ZDF/arte, ORF.
- Nisman – Tod eines Staatsanwalts. 6-teilige Dokumentarserie D, ES 2019. ZDF, Movistar, Netflix.
- Das Forum – Rettet Davos die Welt? Dokumentarfilm D 2019
- Rohwedder – Einigkeit und Mord und Freiheit 4-teilige Dokumentarserie D 2020, Netflix-Original.
- Hong Kong Moments. Dokumentarfilm D, 2020. WDR, Arte
- Unsere Herzen – Ein Klang, Dokumentarfilm D, 2022

## Crossmediale Formate (Auswahl)
- Empire me! Interacive (2010) – Film / Webspecial; in Kooperation mit Navigator Film, Minotaurus Film und arte, nominiert für den Prix Europa 2012
- Wagnerwahn (2013) – Film / App / Graphic Novel; in Kooperation mit Kids Interactive, Format stellvertretend für „Die Kulturakte“ nominiert für die International Emmy Awards 2014, App ausgezeichnet mit dem 3. Platz Prix Europa 2013
- Make Love (2013–2015) – TV / Web / Radio / Buch; Koproduktion mit MDR/SWR und ZDF (ab Staffel 3), nominiert für den Grimme Online Award 2014, nominiert für den Impact Award 2014
- Die Wikinger (2014) – Doku-Drama (zweiteilig) / Online-Lernspiel / Ausstellungs-App; Koproduktion mit NDR/ARTE und sirup – digital communications, fabelaktiv, ausgezeichnet mit dem Comenius EduMedia Siegel
- Supernerds (2015) – TV-Live-Event, Theaterstück, Suddenlife Gaming; Koproduktion mit dem WDR, in Kooperation mit dem Schauspiel Köln, 1. Platz bei den Eyes and Ears Awards 2015 in der Kategorie „Beste Crossmediale Kampagne“, nominiert für den SXSW 2015 „innovative Award“
- Falcianis Swissleaks (2015) – Scroll Doku & Dokumentarfilm; Koproduktion mit SWR/ARTE und Polarstar Films, 1. Platz beim Deutschen Wirtschaftsfilmpreis 2015 in der Kategorie „Neue Medien“, Deutsch-Französischen Journalistenpreis und Ernst-Schneider-Preis 2016, nominiert für den Nannen-Preis, Grimme-Online 2016
- Kunstjagd (2015) – Doku, Podcast-Reihe, Whatsapp, Vimeo-Channel, Print; in Zusammenarbeit mit BR, SRF, ORF, Süddeutsche Zeitung und Deutschlandradio Kultur, nominiert für den Deutschen Journalistenpreis
- #uploading_holocaust (2016) – Interaktive Website mit Echtzeitauswertung, nominiert für den Grimme Online Award 2017, Japan Prize 2017, Prix Europe 2017.
- The Master`s Vision (2019). Dreiteilige VR-Installation: Der Mönch am Meer von Caspar David Friedrich, Alte Nationalgalerie (D), Blaue Seerosen von Claude Monet, Musée d’Orsay (FR), Der Schrei von Edvard Munch, Munch Museum Oslo (NOR).

## Veröffentlichungen als Herausgeber
- mit Oliver Mille: György Dalos: Lebt wohl, Genossen! Der Untergang des sowjetischen Imperiums. C. H. Beck 2011, ISBN 978-3-406-62178-9
- Ed Stuhler: Der Kreml-Flieger. Mathias Rust und die Folgen eines Abenteuers. Ch. Links 2012, ISBN 978-3-86153-666-6
- Wagner: Die Graphic Novel. Knesebeck 2013, ISBN 978-3-86873-588-8
- mit Khalo Matabane, Sasha Abramsky: Madiba. Das Vermächtnis des Nelson Mandela. Haffmans Tolkemitt 2014, ISBN 978-3-942989-68-8